# Näckrosmott
Näckrosmott (Elophila nymphaeata) är en fjärilsart som först beskrevs av Carl von Linné 1758.  Näckrosmott ingår i släktet Elophila, och familjen mott. Arten är reproducerande i Sverige.

## Bildgalleri

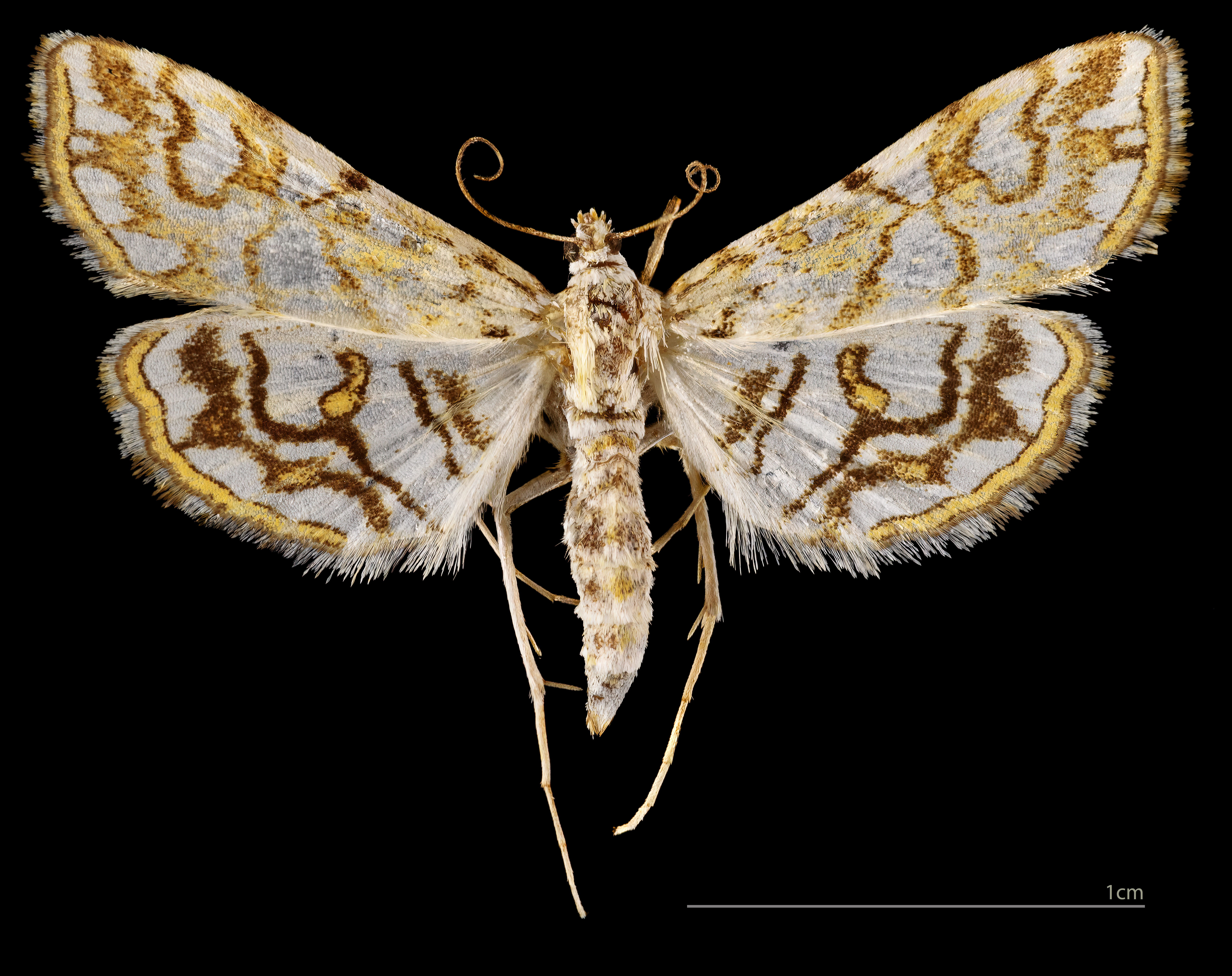
♂
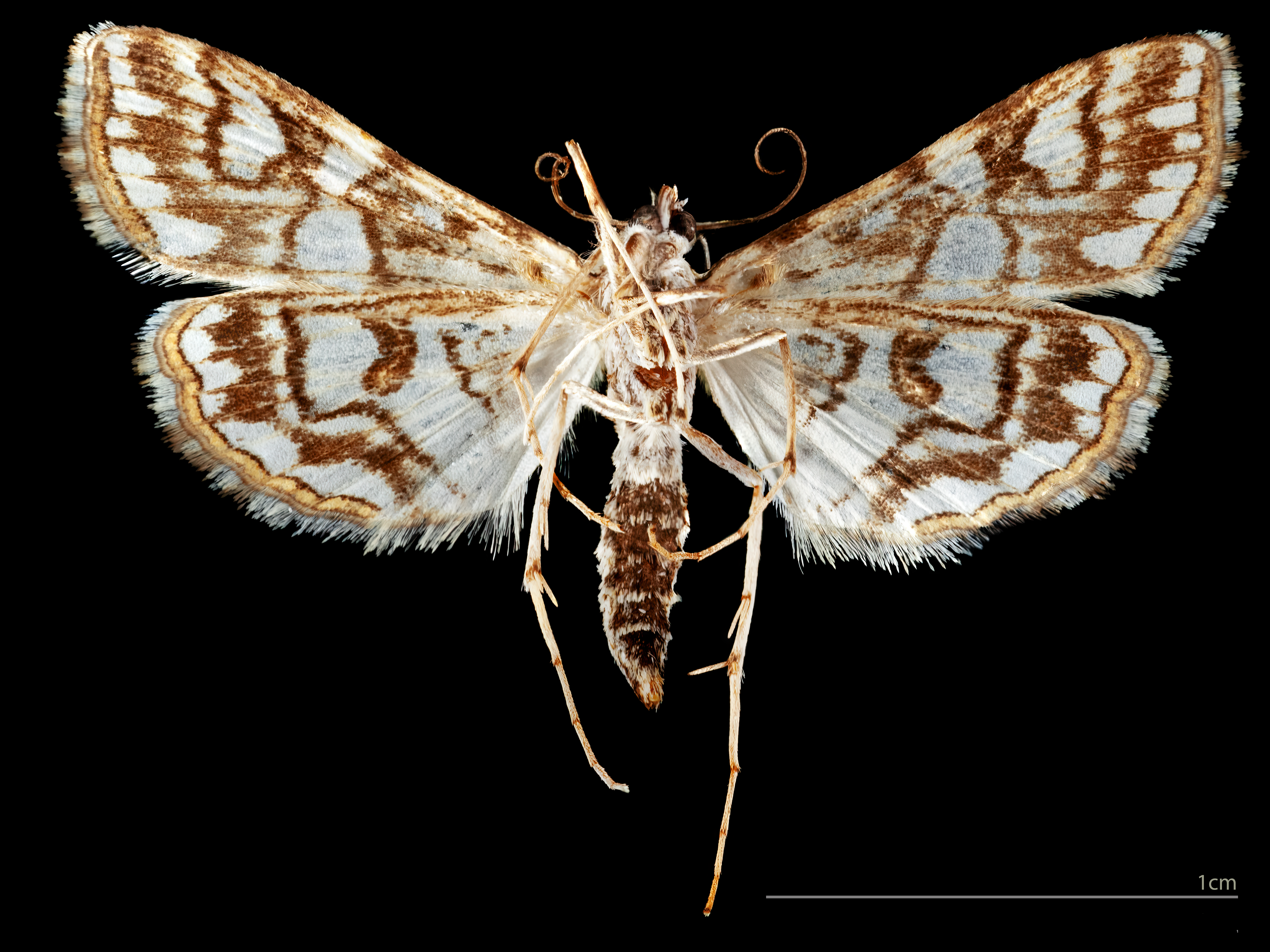
♂ △

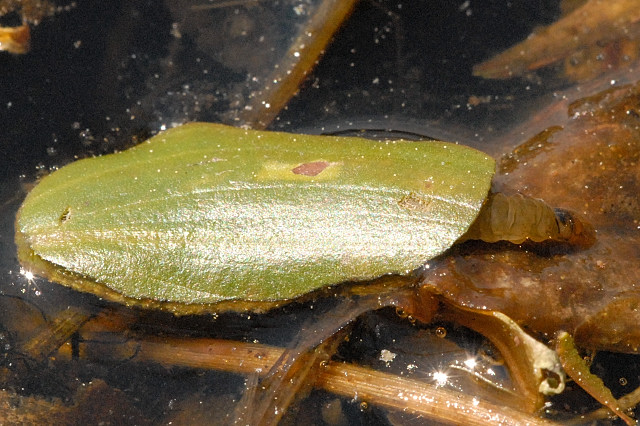
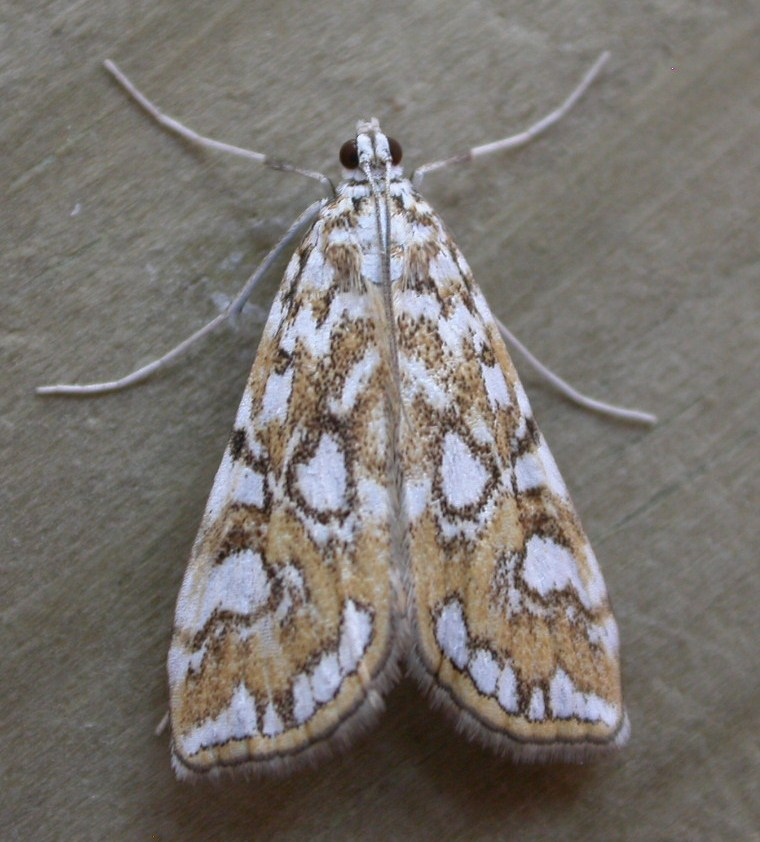